# ミゲル・ベルナル・ヒメネス

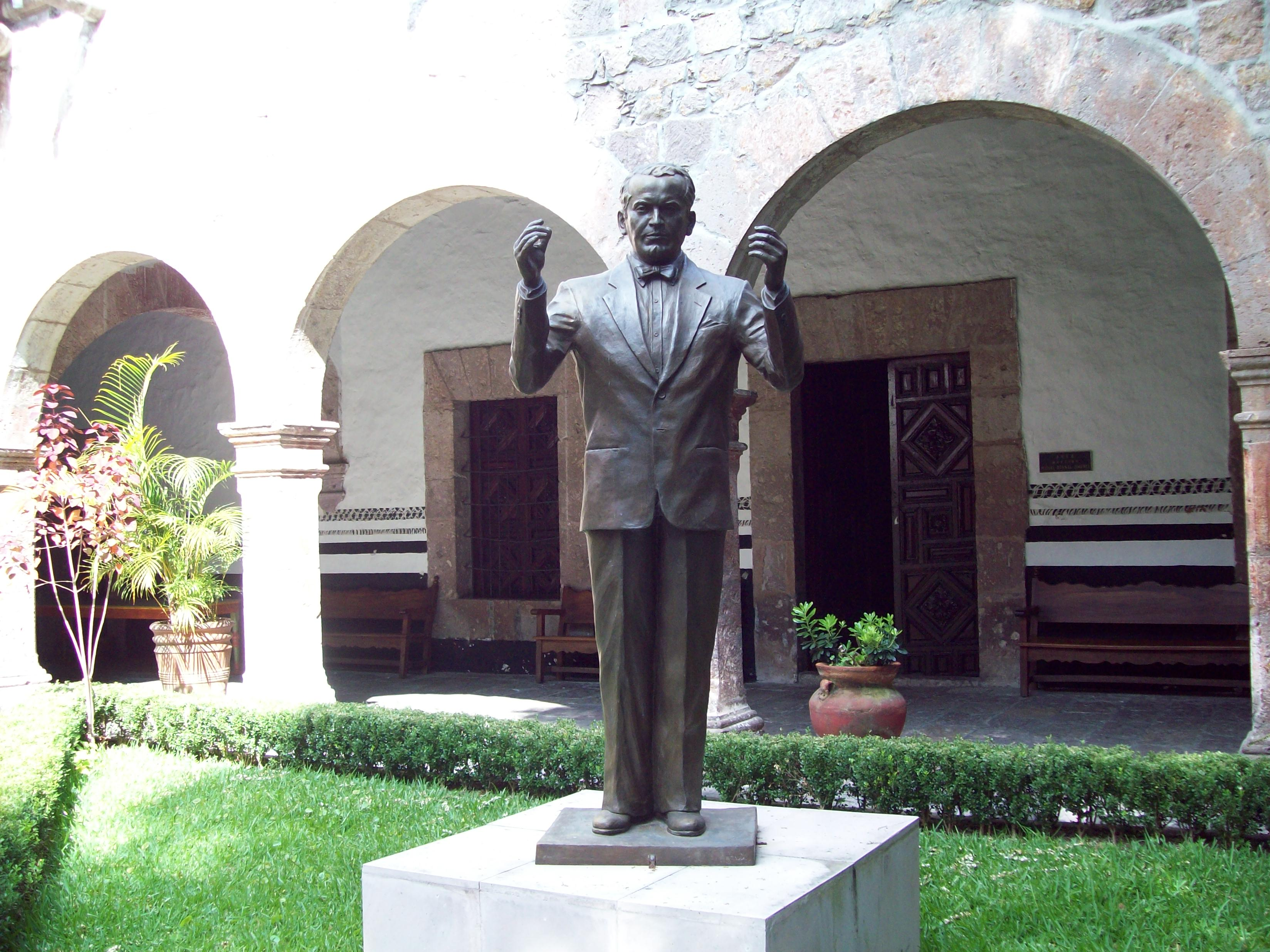
ベルナル・ヒメネス像

ミゲル・ベルナル・ヒメネス（Miguel Bernal Jiménez、1910年2月16日 - 1956年7月26日）はメキシコの作曲家、オルガニスト、音楽学者。
ミチョアカン州モレリア出身。7歳の時から聖歌隊に入って音楽教育を受ける。その才能が認められ、1928年にローマの教皇庁宗教音楽研究所に入学し、オルガン、対位法、フーガ、音楽学、作曲、和声、グレゴリオ聖歌を学んだ。2年後に卒業し、グレゴリオ聖歌の博士号を得、作曲家・オルガン奏者として活動を始めた。
1933年にモレリアの宗教高等学校の校長となり、さらに宗教音楽に関する雑誌を発行するなどの活動を行った。またマヌエル・ポンセやシルベストレ・レブエルタスと親交を持ち、国際的に認知され、作品の多くがスペインで初演された。
1944年にはモレリア少年合唱団を設立し、翌年にはローサス音楽院の校長となった。その後、1956年の死までニューオーリンズのロヨラ大学の音楽学部長を務めた。
重要な作品には現地の赤十字の委嘱による『モレリアの夜』（1941）があり、カルロス・チャベスの指揮によって初演された。また交響詩曲『メキシコ』（1946）は国民楽派の代表作とみなされている。他に『オルガンとオーケストラのためのコンチェルティーノ』（1949）、交響曲『イダルゴ』（1953）などがある。
作風はマヌエル・ポンセなどの国民楽派の作曲家と共通するものがあり、さらに宗教的な要素が加わっている。

## 文献
- Díaz Nuñez, Lorena (2003). Como un eco lejano... La vida de Miguel Bernal Jiménez. Mexico: Consejo Nacional para la Cultura y las Artes, CENIDIM. ISBN 9703502989
- Díaz Nuñez, Lorena (2000). Miguel Bernal Jiménez. Catálogo y otras fuentes documentales. Mexico: Consejo Nacional para la Cultura y las Artes, CENIDIM
- Cortez, Luis Jaime. Tabiques rotos: siete ensayos musicológicos. Mexico: Centro Nacional de Investigación, Documentación e Información Musical Carlos Chávez. ISBN 9682906997
- Alcaraz, José Antonio (1985). ...en una música estelar,. Mexico: Instituto Nacional de las Bellas Artes, Secretaría de Educación Pública, CENIDIM
- Nuestra música (Reimpresión facsimilar). Mexico: Consejo Nacional para la Cultura y las Artes, CENIDIM. (1992)